# Paralithomerus
Paralithomerus là một chi bọ cánh cứng trong họ 
Elateridae.
Chi này được miêu tả khoa học năm 2008 bởi Chang, Zhang & Ren.

## Các loài
Các loài trong chi này gồm:
- Paralithomerus exquisitus Chang, Zhang & Ren, 2008
- Paralithomerus parallelus Chang, Zhang & Ren, 2008